# Balaschow
Balaschow (russisch Балашо́в) ist eine Stadt in der Oblast Saratow (Russland) mit 72.900 Einwohnern (Stand 2023).
Zu Zeiten der Sowjetunion bestand von 1954 bis 1957 auch eine Oblast Balaschow innerhalb der RSFSR.

## Geografie

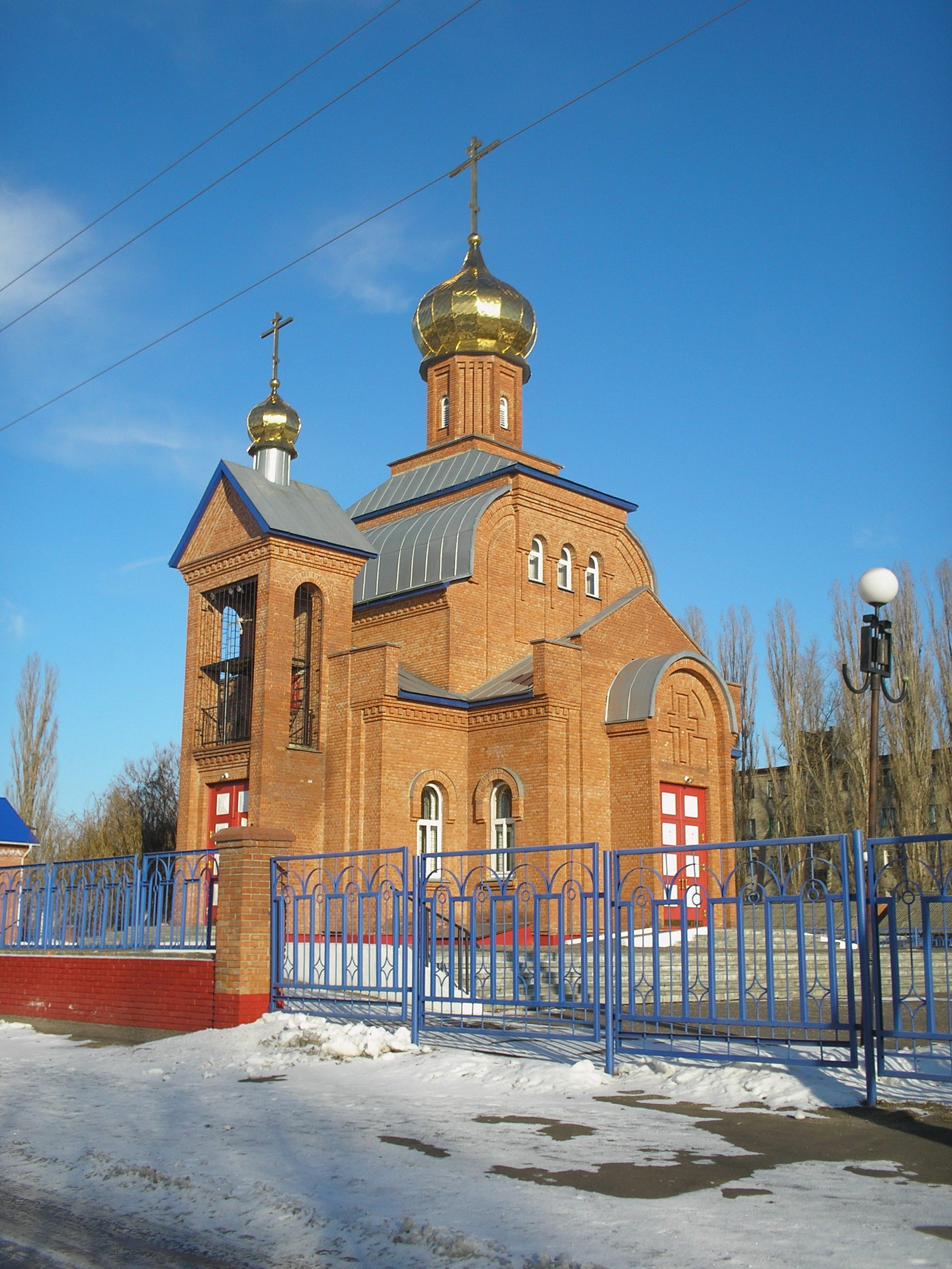
Gottesmutterkirche in Balaschow

Die Stadt liegt am östlichen Rand der Wolgaplatte, am Chopjor (einem Nebenfluss des Don), der die Stadt in zwei Teile teilt. Während die eine Seite durch vorwiegend eingeschossige, ländliche Häuschen einem mittelrussischen Dorf gleicht, ist die andere Flussseite durch meist zwei- oder drei-, teilweise auch mehrgeschossige Plattenbauten sowjetischen Stiles geprägt.
Die Stadt ist zudem ein Eisenbahnknotenpunkt und ist zwischen den Bahnlinien Tambow – Kamyschin und Poworino – Pensa gelegen. Drei Bahnhöfe befinden sich in der Stadt: Balaschow-1, Balaschow-2 sowie Balaschow-Pass. Die Station Balaschow wurde von der Gesellschaft der Rjasan-Ural-Eisenbahn (Рязано-Уральская железная дорога) beim Bau der Bahnlinie Tambow – Kamyschin errichtet.

## Geschichte
Balaschow entstand im 18. Jahrhundert als Dorf namens Balaschowo (benannt nach dem Familiennamen des damaligen Ortsbesitzers) und erhielt 1780 den Stadtstatus. Im 19. Jahrhundert hatte der Ort unter anderem für den Handel mit Getreide Bedeutung.
1954 wurde Balaschow in der RSFSR Verwaltungssitz einer gleichnamigen Oblast, die aus Bestandteilen der Oblaste Saratow, Stalingrad, Woronesch und Tambow gebildet worden war und bereits 1957 wieder aufgelöst wurde.

### Bevölkerungsentwicklung
| Jahr | Einwohner |
| ---- | --------- |
| 1897 | 10.309    |
| 1939 | 47.686    |
| 1959 | 64.349    |
| 1970 | 83.110    |
| 1979 | 93.067    |
| 1989 | 97.047    |
| 2002 | 98.330    |
| 2010 | 82.227    |

Anmerkung: Volkszählungsdaten

## Weiterführende Bildungseinrichtungen
- Balaschower Militärinstitut für Luftfahrt am Militärflugplatz Balaschow
- Balaschower Staatliches Pädagogisches Institut
- Filiale der Saratower Staatlichen Technischen Universität
- Filiale der Saratower Staatlichen N.-G.-Tschernyschewski-Universität (seit 2000)

## Söhne und Töchter der Stadt
- Nikolai Stachanow (1901–1977), Generalleutnant[4]
- Michail Kotschetkow (1904–1967), Generalleutnant[5][6]
- Arkadi Apollonow (1907–1978), Generaloberst[7]
- Anatoli Wlassow (1908–1975), Physiker
- Juri Garnajew (1917–1967), Jagdflieger im Zweiten Weltkrieg; Held der Sowjetunion[8][9]
- Jewgeni Lopatin (1917–2011), Gewichtheber
- Wladimir Gowyrin (1924–1994), Physiologe
- Juri Boschnjak (1928–2004), Generaloberst[10][11]
- Sergei Djakow (1939–2016), KGB-Offizier
- Alexander Starowoitow (* 1940), Armeegeneral[12]
- Pavel Kolgatin (* 1987), Opernsänger der Stimmlage Tenor